# Сисиньо (футболист, р. 1988)
Вижте пояснителната страница за други личности с името Сисиньо.
Неусиано де Жезуш Гузмао (на португалски Neuciano de Jesus Gusmão, произношение на бразилски португалски по-близко до: Неусиану дзе Жезус Гузмау), известен като Сисиньо, е бразилски футболист, десен защитник. Роден е на 26 декември 1988 г. в град Белен, Бразилия. .

## Кариера
Сисиньо играе като юноша и дебютира при мъжете в тима от родния си град „Клубе до Ремо". След това играе в „Жувентуде", „Бразилиенсе", „Атлетика Понте Прета" и „Сантош", като за „Сантош" от 2013 до средата на 2015 г. записва във всички турнири 101 мача с отбелязани 4 гола.

### „Лудогорец"
Дебютира за „Лудогорец" в А ПФГ на 26 юли 2015 г. във Варна в срещата Черно море-„Лудогорец" 2-3 . Отбелязва първия си гол за „Лудогорец“ в А ПФГ на 6 август 2016 г. в срещата от втория кръг „Лудогорец“-„Ботев“ (Пловдив) 4-1 . Дебютира за „Лудогорец 2" в Б ПФГ на 16 април 2016 г. в срещата „Лудогорец 2"-ОФК Поморие 0-0 .

## Успехи

### Клубе до Ремо
- Шампионат Параенсе (2): 2007, 2008

### Бразилиенсе
- Шампионат Бразилиенсе (1): 2011

### Сантош
- Шампионат Паулища (1): 2015

### Лудогорец
- Шампион на A ПФГ (7): 2015/16, 2016/17, 2017/18, 2018/19, 2019/20, 2020/21, 2021/22
- Суперкупа на България (4): 2018, 2019, 2021, 2022

### Баия
- Шампионат Баияно (1): 2023